# Действующие узкоколейные железные дороги России
В этой статье приводится список узкоколейных железных дорог (УЖД) на территории России, где сохраняется движение, а также тех, где движение приостановлено, но может быть возобновлено (такие отмечены в примечаниях).

## Подвижной состав узкой колеи
Локомотивы, дрезины и мотовозы:
- Узкоколейные дрезины
- Узкоколейные локомотивы
- Пассажирская автомотриса АМ1
- Электростанция Самоходная Узкоколейная (ЭСУ)
- Электростанция Самоходная Узкоколейная (ТУ6СПА)

Вагоны:
- Вагон-сцеп
- Крытый вагон
- Вагон-цистерна
- Хоппер-дозатор
- Вагон-платформа
- Пассажирский вагон
- Полувагон для торфа
- Вагон-самосвал (думпкар)

Снегоочистители и другая спецтехника:
- Узкоколейные железнодорожные краны
- Снегоочиститель узкоколейный
- Строительно-ремонтный поезд

## Действующие узкоколейные железные дороги
В список не включены:
- официально закрытые линии, даже если они не разобраны полностью;
- временные линии;
- внутризаводские линии длиной менее 1 км;
- линии, относительно состояния которых длительное время не поступало никакой информации.
- Детские железные дороги (список)

Все линии колеи 750 мм, если не указано иное. В примечаниях обозначены также электрифицированные линии. Под длиной подразумевается суммарная длина основных ходов, без учёта путевого развития станций и временных линий («усов»), конечные пункты указаны для главного хода.

### Список узкоколейных железных дорог
|  |

|  |

|  |

|  |

|  |

|  |

|  |

|  |

|  |

|  |

|  |

|  |

|  |

|  |

|  |

|  |

|  |

|  |

|  |

|  |

|  |

|  |

|  |

|  |

|  |

|  |

|  |

|  |

|  |

|  |

|  |

|  |